# Бжежински окръг
Бжежински окръг (на полски: Powiat brzeziński) е окръг в Централна Полша, Лодзко войводство. Заема площ от 358,56 км2. Административен център е град Бжежини.

## География
Окръгът се намира в историческия регион Великополша. Разположен е в североизточната част на войводството.

## Население
Населението на окръга възлиза на 30 940 души (2012 г.). Гъстотата е 86 души/км2.

## Административно деление
Административно окръгът е разделен на 5 общини.
Градска община:
- Бжежини

Селски общини:
- Община Бжежини
- Община Дмошин
- Община Йежов
- Община Рогов

## Галерия
- Бжежини
- Дмошин